# Robert Jordan
Robert Jordan, pseudoniem van James Oliver (Jim) Rigney, (Charleston (South Carolina), 17 oktober 1948 - aldaar, 16 september 2007) was een Amerikaans schrijver van epische of high fantasy.
Rigney heeft eerder geschreven onder de pseudoniemen Chang Lung, Reagan O'Neal en Jackson O'Reilly, maar is het bekendst geworden als schrijver van de Het Rad des Tijds polylogie. Het eerste deel, Het Oog van de Wereld, verscheen in 1990.
Op 23 maart 2006 maakte hij bekend dat hij leed aan amyloidosis met cardiomyopatie (een ziekte van de hartspier). Met behandelingen is de gemiddelde levensverwachting met deze ziekte vier jaar, maar Jordan streefde ernaar om "er nog dertig te leven". Op 16 september 2007 verloor Jordan, 58 jaar oud, de strijd tegen zijn ziekte. Drie dagen later, op 19 september, werd hij gecremeerd. Zijn as ligt begraven in de perceel in de Episcopalkerk buiten Charleston. Zijn leven was het onderwerp van de documentaire The Wit of the Staircase: The Life and Works of Robert Jordan, dat gepland stond voor release eind 2011.
Daarna werd bekendgemaakt dat Brandon Sanderson de serie alsnog zou afwerken door middel van een berg nota's die Jordan had achtergelaten. Door de grote hoeveelheid van die nota's werd beslist het laatste boek, A Memory of Light, op te splitsten in drie delen waarvan het derde en laatste boek, Een Herinnering van Licht, werd uitgebracht in juli 2013.

## Robert Jordan als schrijver
Jordan was in de jaren negentig de bestverkopende auteur van niet-humoristische fantasyboeken voor volwassenen met een totale oplage van meer dan 44 miljoen exemplaren. Samen met Tad Williams was hij zo verantwoordelijk voor de fantasyrenaissance in die periode. Halverwege dat decennium bereikte zijn werk Het Rad des Tijds een halve cultstatus. Maar al snel trad er een kentering op in de populariteit. Veel lezers haakten teleurgesteld af, vaak openlijk het vermoeden uitend dat Jordan omwille van het financiële gewin het werk niet tot een tijdig einde bracht. Hoewel dat laatste verwijt geen feitelijke grondslag lijkt te hebben, - de verhaallijn lag kennelijk al meteen vast - zijn de meningen over de huidige serie verdeeld, mede doordat Jordan zich niet houdt aan gangbare fantasyconventies. Vurige bewondering staat vaak tegenover felle afkeer.
Toen Jordan in 1984 begon met het schrijven van de serie, beginnend met Het Oog van de Wereld, had hij de verwachting dat het verhaal in hooguit zes boeken afgerond zou zijn. Bij de eerste presentatie van het project aan de uitgeverij werd zelfs nog uitgegaan van een trilogie.
Jordans werk is vertaald in vele talen, waaronder het Nederlands. In 2004 werden de reeds verschenen boeken opnieuw vertaald omdat de oorspronkelijke vertaling eruit zou hebben gezien alsof die door een commissie was geschreven.

## Het Rad des Tijds
Door zijn gezondheidsproblemen en zijn vroege overlijden heeft Jordan het laatste deel in zijn serie Het Rad des Tijds nooit kunnen afwerken. Van het laatste boek, A Memory of Light (Een Herinnering van Licht), bleven enkel een berg notities achter. Blogberichten geven wel aan dat hij tot aan zijn dood heeft gewerkt om alle mogelijke details te beschrijven over het verdere verloop van de plot, zodat een andere schrijver zijn werk zou kunnen voltooien.
Op 7 december 2007 kondigde Tor Books aan dat het laatste boek geschreven zou worden door Brandon Sanderson, die door Jordans vrouw was uitgekozen nadat zij zijn serie Mistborn had gelezen. Iets meer dan twee jaar later raakte bekend dat het niet mogelijk bleek om het laatste deel in één boek te beschrijven, en werd er gekozen om Memory of Light in drie delen op te splitsten, te beginnen met De Naderende Storm, gevolgd door De Torens van Middernacht en afsluitend met Het Licht van Weleer.
Naast de hoofdboeken had Jordan ook plannen voor twee prequels, maar na de publicatie van de lange versie van Een Nieuw Begin zei Jordan dat hij eerst de laatste boeken in de serie wilde afronden. Tot dusver is niet duidelijk of Jordan materiaal heeft achtergelaten voor deze twee delen en of ze ooit gepubliceerd zullen worden.
| 1. The Eye of the World (1990) 2. The Great Hunt (1990) 3. The Dragon Reborn (1991) 4. The Shadow Rising (1992) 5. The Fires of Heaven (1993) 6. Lord of Chaos (1994) 7. A Crown of Swords (1996) 8. The Path of Daggers (1998) 9. Winter's Heart (2000) 10. Crossroads of Twilight (2003) 11. Knife of Dreams (2005) 12. The Gathering Storm (2009) 13. Towers of Midnight (2010) 14. A Memory of Light (2013) | 1. Het Oog van de Wereld 2. De Grote Jacht 3. De Herrezen Draak 4. De Komst van de Schaduw 5. Vuur uit de Hemel 6. Heer van Chaos 7. Een Kroon van Zwaarden 8. Het Pad der Dolken 9. Hart van de Winter 10. Viersprong van de Schemer 11. Mes van Dromen 12. De Naderende Storm 13. De Torens van Middernacht 14. Het Licht van Weleer |

Daarnaast is er een compendium uitgebracht:
| - The World of Robert Jordan's The Wheel of Time (1997). |

## New Springprequelsvan de Wheel of Time-serie
In 2000 verscheen het verhaal A New Spring in de bundel Legends onder redactie van Robert Silverberg. Naast werk van Jordan bevatte deze bundel ook verhalen van onder andere Tad Williams en Raymond E. Feist. Later heeft Jordan dit werk uitgebreid tot een volledig boek, Een Nieuw Begin.

## Andere werken
Hoewel Jordan zich voornamelijk met zijn serie Het Rad des Tijds bezighield schreef hij begin jaren 80 nog een tiental andere boeken. Zo schreef hij diverse Conan de Barbaar'-boeken:
- 1982 - Conan the Invincible
- 1982 - Conan the Defender
- 1983 - Conan the Unconquered
- 1983 - Conan the Triumphant
- 1984 - Conan the Magnificent
- 1984 - Conan the Destroyer
- 1984 - Conan the Victorious

Tot sommige bibliografieën behoort ook Conan: King of Thieves, maar dit was in feite de werktitel voor de tweede Conanfilm, Conan the Destroyer. Jordan was tijdens zijn leven een goede kenner van de Conan Chronology, wat ook de reden is voor het groot aantal boeken dat hij erover schreef.
Naast de Conan de Barbaar-serie schreef Jordan ook drie andere boeken onder het pseudoniem Reagan O'Neal:
- 1980 - The Fallon Blood
- 1981 - The Fallon Pride
- 1982 - The Fallon Legacy

## Methoden van schrijven
Jordans project, dat één enkel doorlopend verhaal weergeeft met een omvang van 14 boeken (plus dan nog drie prequels), samen ongeveer 10.000 pagina's, is een poging een meer oorspronkelijke invulling te geven aan het klassieke high fantasy-thema van "Held verlost Bedachte Wereld met Magische Middelen van Het Kwaad". Jordan gebruikt hiervoor verschillende methoden:
- Verhoging van de geloofwaardigheid. Jordan is van mening dat geloofwaardigheid een absolute voorwaarde is voor een fantasyverhaal dat zich geslaagd wil noemen: het moet immers de lezer er toe brengen een andere werkelijkheid dan de normale te aanvaarden. Jordan bereikt dit op een manier die velen er over heeft doen twijfelen of zijn werk eigenlijk niet eerder sciencefiction genoemd moet worden. De magische interpretatie van de wereld die zo kenmerkend is voor fantasy, is vervangen door een wetenschappelijke en filosofische verklaring voor verschijnselen die normaliter als "magisch" geduid worden. De schrijver heeft zelf een opleiding gehad tot fysicus en het onderliggende wereldbeeld van het werk is meer een mengeling van de filosofie van het objectief idealisme met de kwantumfysica, dan dat van een naïef romantisch sprookje. We zouden kunnen spreken van hardboiled fantasy. Een ironisch gevolg van deze methode is dat, naarmate Jordan er beter in slaagt zijn wereld een hoog realiteitsgehalte te geven, die werkelijkheid ook steeds gewoner lijkt. Wie in fantasy een ontsnapping zoekt uit de ondraaglijke verveling van het alledaagse bestaan, komt zo op den duur bedrogen uit. Jordan verschaft geen bevrediging van een escapistisch verlangen naar een Magisch Koninkrijk.
- Vergroting van de complexiteit. In bepaalde opzichten is Jordans werk minder complex dan dat van het grote voorbeeld Tolkien. Er wordt eigenlijk maar één taal gebruikt en die is lang niet zo minutieus uitgewerkt als Tolkiens elventalen. Ook zijn er minder intelligente soorten naast de mens en de soorten die er zijn spelen een ondergeschikte rol. Daarbij is de geografie wat simplistisch. Dat alles is echter met opzet zo ingericht om niet met versierselen de aandacht af te leiden van de kern van het werk: een enorme tour-de-force die bestaat uit tientallen over duizenden bladzijden in detail uitgewerkte verhaallijnen die verknocht worden tot één samenhangend weefsel. Hier is Jordan beroemd om geworden - en berucht: de meest gehoorde klacht onder lezers is wel dat ze het simpelweg niet meer kunnen volgen. Een ware fan zonder olifantengeheugen ziet zich dan ook gedwongen de boeken meermalen te herlezen.
- Een doorwrochte stijl. Jordan is een dwangmatig perfectionist. In 2001 vertelde hij in een interview met de Nederlandse pers dat hij de proloog van Winter's Heart 97 maal volledig had herschreven. In dit opzicht lijkt hij dus inderdaad op Tolkien. Voor de laatste was het schrijven echter een hobby, voor Jordan is het een beroep en dagtaak. Het is niet verwonderlijk dat bij zoveel woordsmeedkunst de nodige oneffenheden en bramen blijven zitten. Bijna iedere kritiek van Jordan citeert wel een ongelukkig uitgevallen zin. Ook viel het te verwachten dat na 30.000 uur schrijven zijn stijl meer literair geworden is: een tweede factor die veel lezers van hem heeft vervreemd. Na deel zes heeft Jordan daarbij alle terughoudendheid laten varen en geeft zich naar hartenlust over aan het naar eigen inzicht vervolmaken van zijn schrijfkunst - een inzicht dat vele vroegere fans niet hebben kunnen delen. Nog steeds (of steeds meer) echter kan de stijl getypeerd worden als helder, afgemeten en nuchter; en dus zeer verschillend van de (schijnbaar) moeiteloze elegantie die menig lezer zo waardeert bij een C.S. Lewis of een David Eddings. Jordan heeft een grote bewondering voor Mark Twain en de invloed van The Adventures of Huckleberry Finn is onmiskenbaar; hij heeft het meermalen openlijk betreurd dat, wat ook zijn eigen verdiensten als verteller mogen zijn, hij het gevoel voor humor van de grote Amerikaanse literator niet kan benaderen. Jordan is inderdaad eerder ironisch dan humoristisch.
- Psychologische verdieping. Een van de vooroordelen over fantasy is dat het genre alleen lectuur genoemd mag worden; en een van de kenmerken die als bewijs hiervoor worden aangedragen is het systematische gebruik van flat characters: clichépersoonlijkheden die slechts instanties zijn van hetzelfde stereotype dat alle schrijvers steeds maar weer uit de kast trekken om keer op keer dezelfde standaardrol te laten vervullen. Sterker nog: dat gebruik schijnt onvermijdelijk doordat het stramien van de high fantasy het dwingend aan de schrijver lijkt op te leggen. Jordan doet een poging aan dat dwangbuis te ontsnappen. Om de beperkingen die de standaardrol oplegt te doorbreken, verhoogt en verfijnt hij het aantal rollen zo sterk dat ze niet meer standaard zijn. Hebben de meeste schrijvers aan één held voldoende, Jordan heeft er drie. En daarbij nog eens zeven heldinnen. Weliswaar ontkomt hij er niet aan de rol van "Messias" in te vullen, maar de protagonist die daarvoor gebruikt wordt, laat hij toch aan het cliché ontsnappen door hem een ingewikkelde drievoudige persoonlijkheid te geven, die tot in detail wordt verdiept en uitgewerkt. En ook de persoonlijkheden van alle andere held(inn)en valt die bewerking ten deel. Bijrollen vergaat het niet anders. Er komt eigenlijk geen mens (of lid van een andere soort) in het boek voor of hij wordt als uniek individu neergezet.Hierdoor wordt echter bij de lezer het vermogen tot opneming en verwerking tot het uiterste belast. Naarmate het werk vordert, begint het aantal figuren in de honderden te lopen. Alleen zich hun namen te herinneren zou al een hele opgaaf zijn; maar Jordan verlangt van de lezer dat ook hun eigenheid onthouden wordt. De psychologische ontwikkeling van al die mensen is ten nauwste verbonden met de op zich ook al complicerende verhaallijnen; ja, het begint steeds meer de hoofdinhoud daarvan te vormen. Een tweede auteur die Jordan zeer bewondert is Jane Austen.
- Het tijdrad. Bij de meeste high fantasy draagt de tijd een sterk lineair karakter. Bij Tolkiens The Lord of the Rings is de eschatologie erg negatief. Een wereld wordt perfect geschapen, degenereert en de vernietiging van de Ring beklemtoont de onafwendbaarheid van de uiteindelijke ondergang. Onze enige hoop is dat dit de overgang mag zijn naar iets beters. Bij Eddings komische omkering hiervan volgt op de overwinning op Het Kwaad een vrolijke utopie. Jordan gebruikt een ander, maar misschien nog ouder concept: cyclische tijd. Het hele bestaan is een eeuwige wederkeer van hetzelfde. De Schepper staat buiten de tijd en Het Kwaad probeert zijn positie in te nemen door de tijd zelf te beëindigen. Ieder moment is voor Het Kwaad slechts een middel om dat gewenste doel naderbij te brengen - en voor Het Goede het doel op zich, de drager van een absoluut onreduceerbaar belang, het punt waar tijdstroom en tijdsgrond samenvallen. Bij Jordan is het alledaagse in ieder detail dus heilig. De meest perfecte literaire uitdrukking van het Moment is de klassieke eenheid van plaats, handeling en vooral: tijd.

## Infinity of Heaven
Jordan noemde diverse keren zijn plannen om een tweede fantasyserie te schrijven. Volgens hem zou het over een 30-jarige man gaan die als schipbreukeling in een Seanchan-achtige cultuur zou belanden. De boeken zouden zijn avontuur gedetailleerd hebben beschreven en bekendstaan onder de titel Infinity of Heaven.
Jordan wilde aan de serie beginnen na het voltooien van het laatste boek in Het Rad des Tijds. Hij zei: "Infinity of Heaven zal bijna zeker geschreven worden voor ik begin aan de prequels van mijn eerste serie, hoewel het ook mogelijk is dat ik ze tussendoor doe." Volgens Jordans blog plande Jordan ook een aantal aan Het Rad des Tijds -gerelateerde boeken voor hij de hoofdserie werkelijk afsloot.
Al grappend had Jordan wel aan zijn fans duidelijk gemaakt dat Infinity of Heaven drastisch korter zou zijn dan de Het Rad des Tijds-saga. Daarmee bedoelde hij zes delen, ofwel twee trilogies.